# X arrondissement di Parigi
Il X arrondissement di Parigi si trova sulla rive droite, a nord-est del centro della città.

## Dati

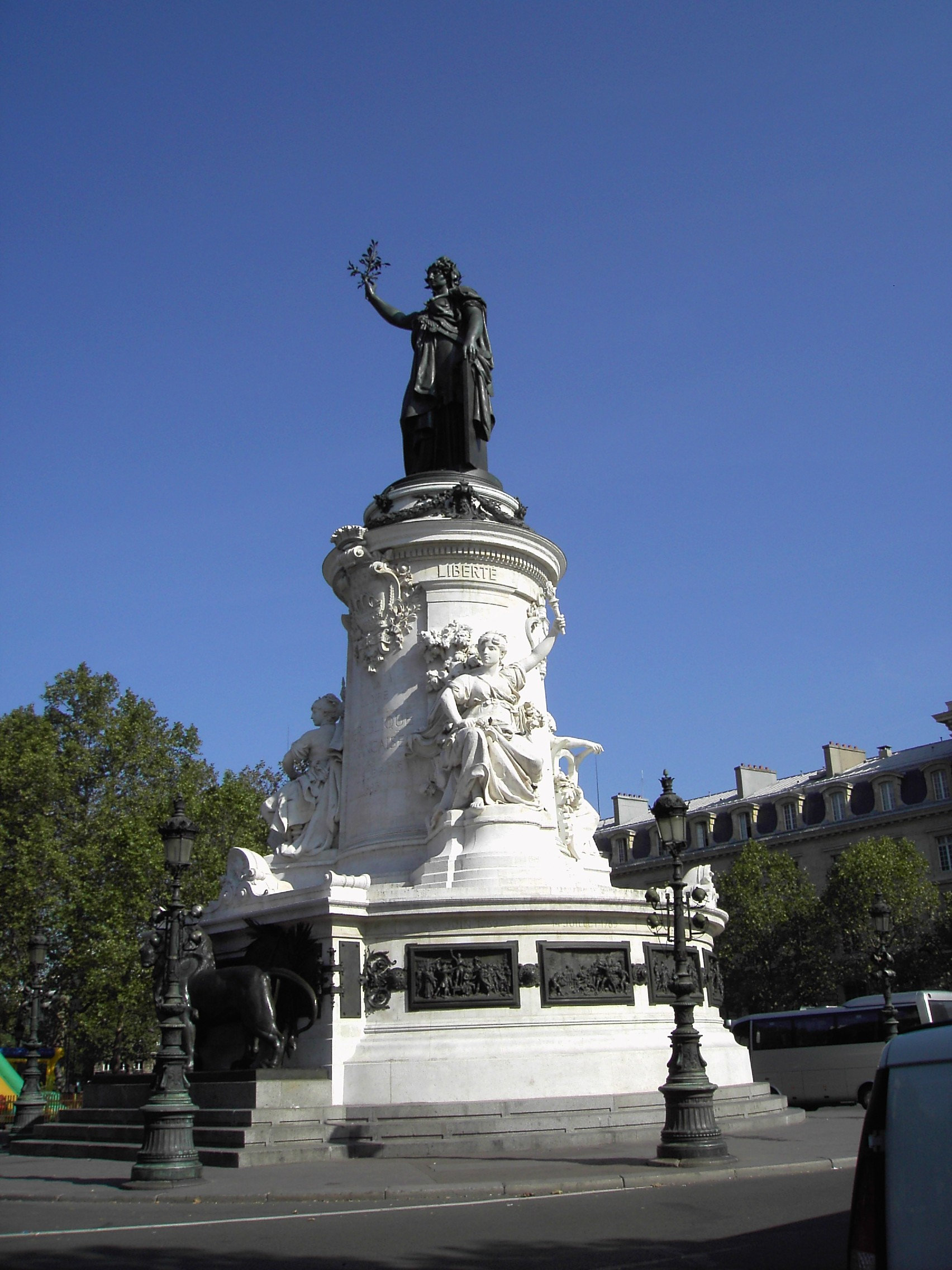
Place de la République

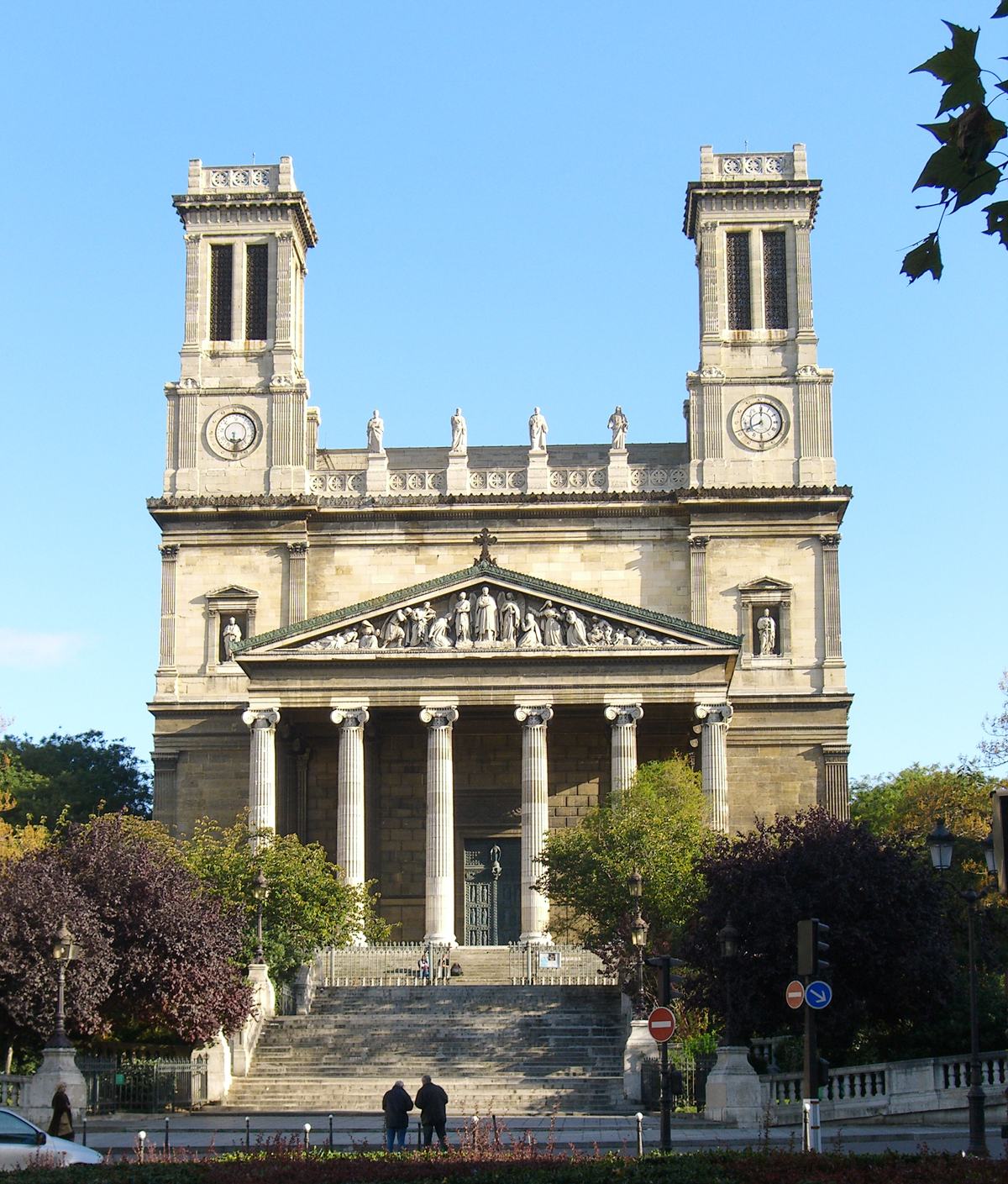
Saint-Vincent-de-Paul

| Anno                        | Abitanti | Densità di popolazione (ab./km2) |
| --------------------------- | -------- | -------------------------------- |
| 1881 (picco di popolazione) | 159 809  | 55 259                           |
| 1962                        | 124 497  | 43 049                           |
| 1968                        | 113 372  | 39 202                           |
| 1975                        | 94 046   | 32 519                           |
| 1982                        | 86 970   | 30 073                           |
| 1990                        | 90 083   | 31 149                           |
| 1999                        | 89 612   | 30 986                           |
| 2006                        | 92 082   | 31 862                           |
| 2009                        | 95 911   | 33 164                           |
| 2011                        | 94 027   | 32 535                           |
| 2017                        | 90 836.  | 31 431                           |

### Luoghi d'interesse
- alcuni passages couverts:
  - Passage Brady
  - Passage du Prado
- due stazioni:
  - Gare de Paris Est
  - Gare de Paris Nord

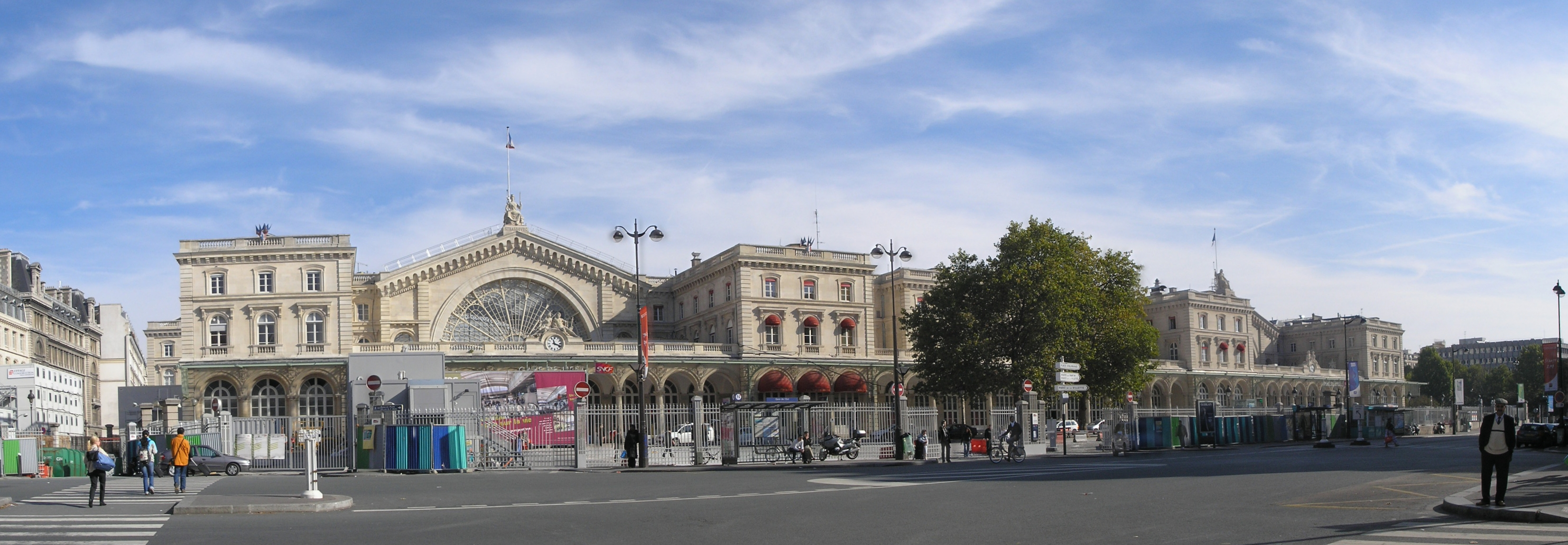
Gare de l'Est

- tre ospedali in servizio e uno chiuso:
  - ospedale Saint-Louis
  - ospedale Lariboisière
  - ospedale Fernand-Widal
  - ospedale Saint-Lazare
- una prigione non più in servizio:
  - prigione di Saint-Lazare
- la totalità della parte scoperta del canal Saint-Martin:
  - Pont de la rue Louis-Blanc
  - Passerelle Bichat
  - Pont tournant de la Grange-aux-Belles
  - Passerelle Richerand
  - Passerelle Alibert
  - Pont tournant de la rue Dieu
  - Passerelle des Douanes
- monumenti:
  - Chiesa di Saint-Vincent-de-Paul
  - Chiesa di Saint-Laurent
  - Canal Saint-Martin
  - Porta di Saint Denis
  - Porte Saint-Martin
- teatri:
  - Théâtre de la Porte Saint-Martin
  - Théâtre des Bouffes du Nord
  - Théâtre de la Renaissance

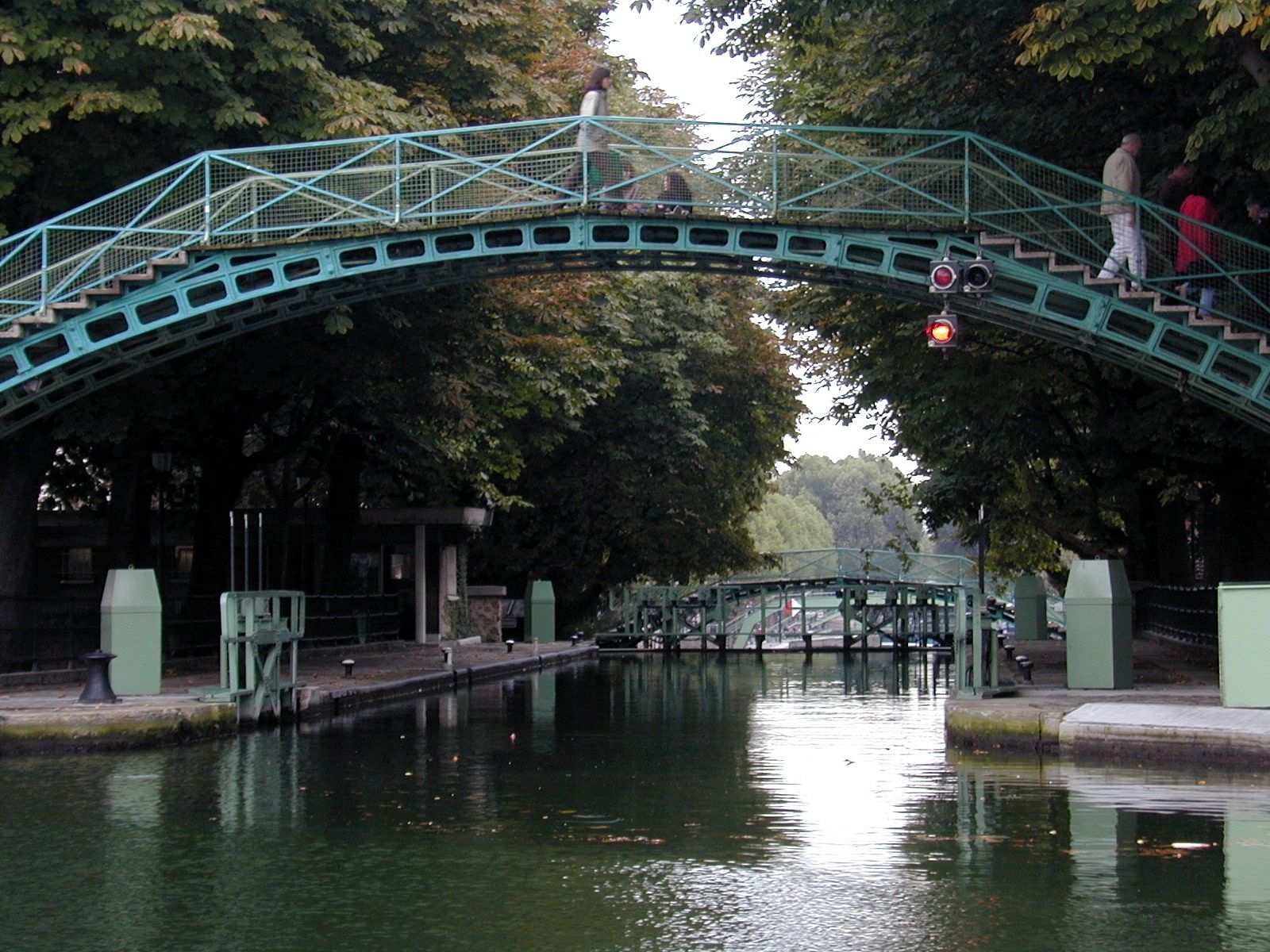
Il canale Saint-Martin

Nell'arrondissement ha sede uno dei più prestigiosi licei di Francia, il Lycée Edgar-Poe.

## Infrastrutture e trasporti

### Strade

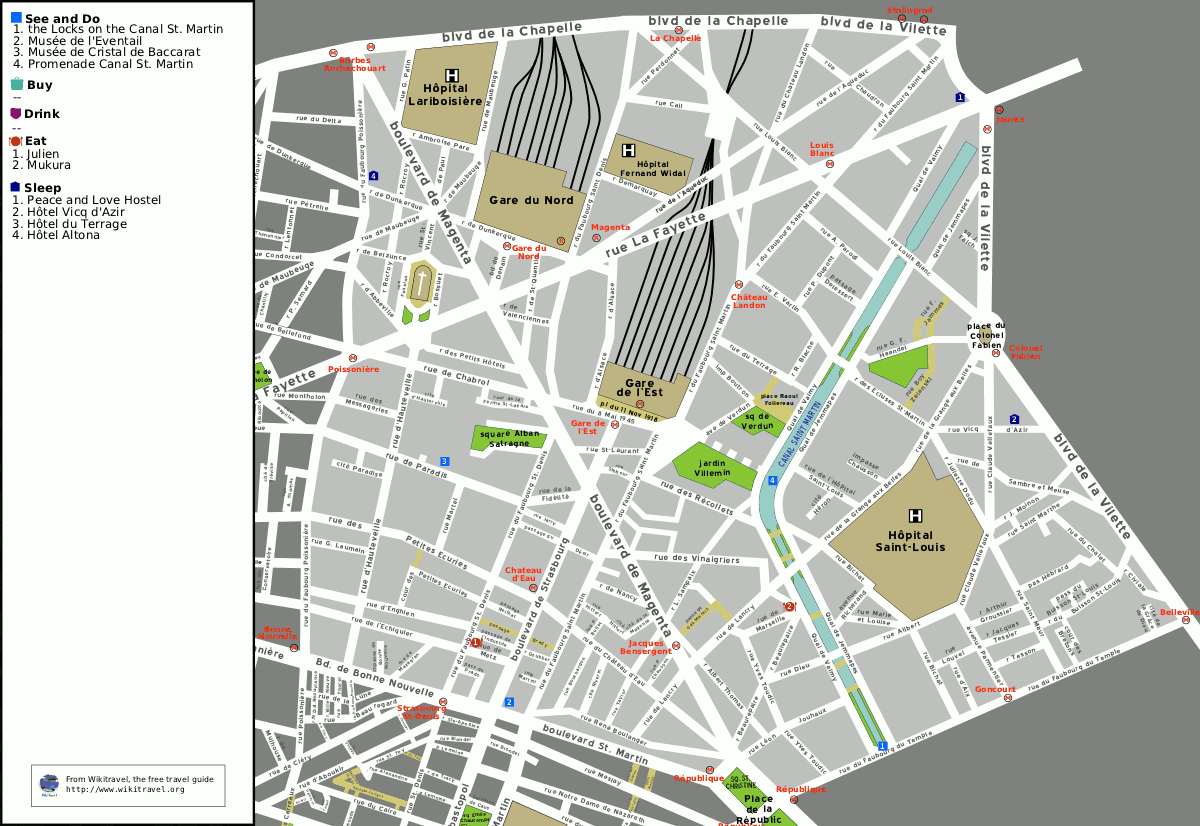
Mappa dell'arrondissement

- Place de la République
- Boulevard de Bonne-Nouvelle
- Boulevard de la Chapelle
- Boulevard de Magenta
- Rue du Faubourg-Poissonnière
- Place du Colonel-Fabien
- Boulevard de Strasbourg

## Quartieri
- Quartier Saint-Vincent-de-Paul
- Quartier de la Porte-Saint-Denis
- Quartier de la Porte-Saint-Martin
- Quartier de l'Hôpital-Saint-Louis